# AC Horsens

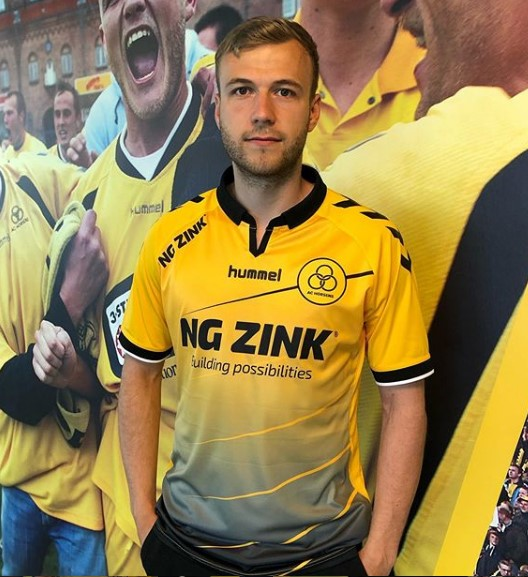
Malte Kiilerich, en spelare i AC Horsens.

AC Horsens är en dansk fotbollsklubb, som spelar i landets högsta liga, Superligaen. Arenan heter Nordstern Arena Horsens och ligger i Horsens på östra Jylland. Klubben bildades år 1994, genom en sammanslagning av Horsens Forenede Sportsklubber (grundat 1915) och FC Horsens.

## Spelare

### Spelartrupp
| Nr | Land     | Pos | Namn                        |
| -- | -------- | --- | --------------------------- |
| 1  | Kroatien | MV  | Matej Delač                 |
| 3  | Danmark  | F   | Magnus Jensen               |
| 4  | Danmark  | F   | Malte Kiilerich             |
| 6  | Uganda   | MF  | Moses Opondo                |
| 7  | Albanien | A   | Lirim Qamili                |
| 8  | Danmark  | MF  | Janus Drachmann (Lagkapten) |
| 9  | Danmark  | A   | Anders K. Jacobsen          |
| 11 | Island   | A   | Aron Sigurðarson            |
| 13 | Danmark  | A   | Simon Makienok              |
| 14 | Danmark  | MF  | Jonas Gemmer                |

| Nr | Land        | Pos | Namn                           |
| -- | ----------- | --- | ------------------------------ |
| 17 | Danmark     | F   | Mikkel Lassen                  |
| 18 | Danmark     | MF  | Thomas Santos                  |
| 19 | Danmark     | MF  | Marcus Hannesbo (lån från AaB) |
| 21 | Gambia      | F   | James Gomez                    |
| 23 | Danmark     | MF  | David Kruse                    |
| 24 | Zambia      | MF  | Lubambo Musonda                |
| 26 | Nigeria     | A   | Samson Iyede                   |
| 27 | Nya Zeeland | MF  | Elijah Just                    |
| 30 | Danmark     | MV  | Marcus Bobjerg                 |
| 33 | Danmark     | F   | Alexander Ludwig               |

### Utlånade spelare
| Nr | Land    | Pos | Namn                                              |
| -- | ------- | --- | ------------------------------------------------- |
| 16 | Island  | MF  | Ágúst Hlynsson (i Valur till 31 december 2022)    |
| 22 | Danmark | F   | Tobias Stagaard (i Akranes till 31 december 2022) |

| Nr | Land    | Pos | Namn                                                  |
| -- | ------- | --- | ----------------------------------------------------- |
| 31 | Danmark | MV  | Anders Hoff (i Middelfart G&BK till 31 december 2022) |

### Svenska spelare
- Rawez Lawan (2006–2009)
- Andreas Augustsson (2009–2010)
- Ken Fagerberg (2012–2013)